# Al-Fīl
Al-Fīl (arabisch الفيل, DMG al-Fīl ‚Der Elefant‘) ist die 105. Sure des Korans, sie enthält 5 Verse. Die Sure gehört zu den frühen Teilen des Korans, die in Mekka offenbart wurden. Ihr Titel bezieht sich auf den ersten Vers.
Inhaltlich befasst sich die Sure mit dem erfolglosen Feldzug des christlichen Königs Abraha gegen Mekka, der nach arabischen Traditionen im Jahr des Elefanten, dem Geburtsjahr Mohammeds, um die Mitte des 6. Jahrhunderts stattgefunden haben soll. Abraha, König von Himyar auf dem Gebiet des heutigen Jemen, hatte in der Stadt Sanaa mit Unterstützung des oströmischen Kaisers Justinian eine prächtige Kathedrale errichtet, die als Wallfahrtsort Menschen von der gesamten arabischen Halbinsel anziehen und in dieser Funktion die Kaaba in Mekka ablösen sollte. Daraufhin ist er mit einem oder mehreren Kriegselefanten ausgezogen, um die Kaaba zu zerstören, aber der Leitelefant hätte sich geweigert, gegen das Heiligtum vorzurücken. Gleichzeitig haben Schwärme von Vögeln, die im Koran Ababil (arabisch أبابيل, DMG Abābīl) genannt werden (zu deutsch Mauersegler (lat. Apus apus)), vom Himmel aus in den Kampf eingegriffen, die Truppen Abrahas mit tönernen und glühend brennenden Steinen beworfen und ihnen damit eine vernichtende Niederlage zugefügt. Abraha wird zwar im Koran nicht namentlich erwähnt, wohl aber in der Prophetenbiographie von Ibn Ishaq sowie in den „Annalen“ von Tabari.